# Michael von Liechtenstein
Książę Michael von Liechtenstein (ur. 1951) – kuzyn panującego księcia Lichtensteinu Jana Adama II, przedsiębiorca, finansista oraz ekspert z dziedziny geopolityki oraz ekonomii międzynarodowej.

## Życiorys
Studiował ekonomię i administrację biznesową na Uniwersytecie Wiedeńskim, gdzie uzyskał tytuł magistra administracji biznesowej. Już na studiach książę Michael von Liechtenstein współpracował z bankami i przedsiębiorstwami w Stanach Zjednoczonych, Kanadzie i Belgii. W latach 1978–1987 pracował w Nestlé SA, początkowo w dziale weryfikacji, zarządzania finansowego oraz audytu operacyjnego, w wielu krajach Europy i Afryki, a następnie w zarządzie zagranicznej filii Nestlé. W 1987 roku wrócił do Liechtensteinu, gdzie objął stanowisko dyrektora zarządzającego w Industrie- und Finanzkontor w Vaduz, wiodącej firmie w sektorze usług finansowych. Obecnie jest prezesem Industrie und Finanzkontor. Jest także członkiem rady nadzorczej Principal Asset Management AG, firmy specjalizującej się w doradztwie inwestycyjnym z siedzibą w Vaduz oraz Zurychu.
W 2011 roku książę Michael z Liechtensteinu założył Geopolitical Information Service AG (GIS, obecnie znany jako Geopolitical Intelligence Services AG), platformę informacyjną oferującą doradztwo i wywiad geopolityczny. GIS zapewnia dogłębne analizy przygotowane przez niezależnych ekspertów w dziedzinie geopolityki, ekonomii, spraw wojskowych, bezpieczeństwa i energetyki.
Ponadto książę Michael jest członkiem zarządu Liechtenstein Association of Professional Trustees (Stowarzyszenia Profesjonalnych Powierników w Liechtensteinie), prezesem European Center of Austrian Economics Foundation (ECAEF), think tanku promującym szkołę austriacką w ekonomii z siedzibą w Vaduz, a także członkiem zarządu Institut de Recherches Économiques et Fiscales (IREF), think tanku specjalizującego się w polityce fiskalnej z siedzibą w Paryżu.
Był prelegentem na IX Europejskim Kongresie Gospodarczym w 2017 r., prelegentem Free Market Roadshow w 2019 r. oraz prelegentem na EY World Entrepreneur Of The Year w 2019 r.
Jest współzałożycielem Longevity Center centrum, które koncentruje się na naukowo udowodnionych, spersonalizowanych interwencjach związanych ze stylem życia na bazie dogłębnej analizy stanu zdrowia oraz International Institute of Longevity, międzynarodowej organizacji zajmującej się identyfikacją trendów i możliwości w zdrowej długowieczności oraz wymianą najlepszych praktyk w nauce o wieku, ekonomii długowieczności i profilaktyce zdrowotnej.

## Wybór twórczości
- red. wspólnie z Kurt R. Leube, "2068 (Twentysixtyeight): celebration of the 60th anniversary of Industrie- & Finanzkontor's founding in 1948" (Liechtenstein Verlag, 2008)